# Velké Březno
Velké Březno är en ort i Tjeckien.   Den ligger i regionen Ústí nad Labem, i den nordvästra delen av landet, 70 km norr om huvudstaden Prag. Velké Březno ligger 148 meter över havet och antalet invånare är 1 957.
Terrängen runt Velké Březno är huvudsakligen lite kuperad. Velké Březno ligger nere i en dal. Runt Velké Březno är det ganska tätbefolkat, med 116 invånare per kvadratkilometer. Närmaste större samhälle är Ústí nad Labem, 7,7 km väster om Velké Březno. I omgivningarna runt Velké Březno växer i huvudsak blandskog.